# Brandsteig

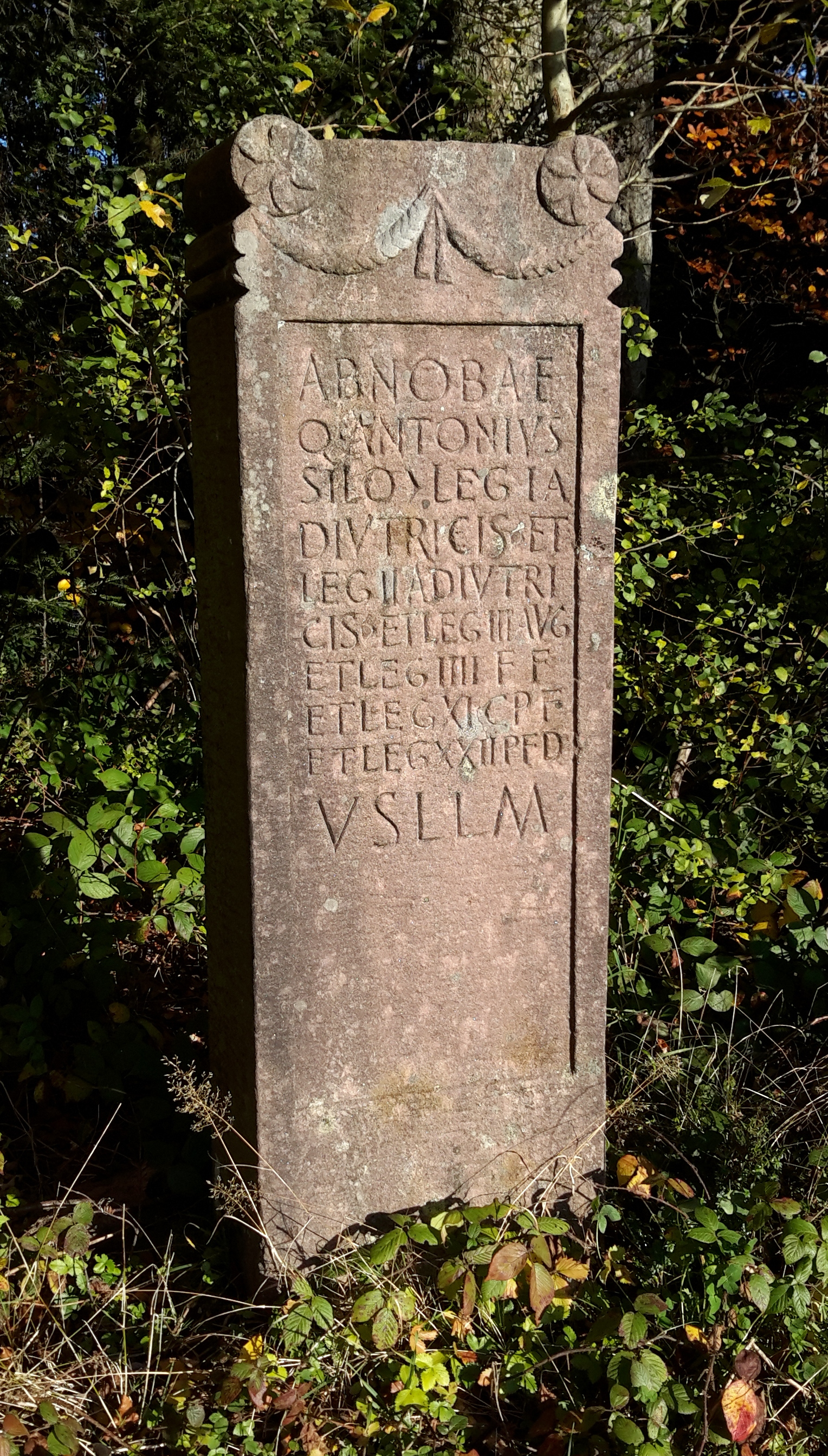
Der Diana Abnoba geweihter Altar von der Fundstelle Brandsteig (Nachbildung)

Der Brandsteig ist das Toponym für einen Ort in der Nähe des Dorfes Rötenberg, das zur Gemeinde Aichhalden im Landkreis Rottweil in Baden-Württemberg gehört. Er ist bekannt als archäologische Fundstelle einer römischen Anlage, die ab dem frühen 20. Jahrhundert als römische Straßenstation (mansio) interpretiert wurde, seit dem frühen 21. Jahrhundert aber als antiker Tempelbezirk angesprochen wird.

## Geografische Lage
Der Brandsteig liegt am Rande des Gemeindegebiets von Aichhalden in der Nähe des Dorfes Rötenberg, das zum Landkreis Rottweil in Baden-Württemberg direkt an der Grenze zur Gemeinde Schenkenzell. Die Lage bildet zugleich den deutlich sichtbaren Übergang zwischen dem Oberen Kinzigtal und der sich östlich anschließenden Gäulandschaft. Heute liegt der Brandsteig direkt am Schwarzwald-Ostweg, auf der Etappe zwischen Alpirsbach und Schramberg. Die Ortsbezeichnung „Brandsteig“ bezieht sich auch auf die beiden anliegenden Höfe, und auf den oberen Teil der asphaltierten Straße vom Tal hinauf.

## Geschichte
Das Kinzigtal als Teil des Schwarzwaldes war in der Antike eine schwer zugängliche, kaum besiedelte Landschaft, wogegen die Hochfläche des Gäugebiets ein landwirtschaftlich fruchtbarer, zunächst von Kelten bewohnter Landstrich war. In römischer Zeit war die Region Teil des Dekumatlandes. Die nahegelegenen Kastelle von Waldmössingen und Sulz sowie das Municipium Arae Flaviae als Vorgänger des heutigen Rottweil zeugen von der Erschließung der Gäuflächen in der Antike.
Später verlief an dieser Stelle die Grenze zwischen Baden und Württemberg.

## Archäologie
Die ersten Reste der Anlage wurden spätestens 1770 entdeckt. Einige Steine aus dem Fundgebiet sind heute in Rötenberger Häusern verbaut. In einer frühen Karte von 1836 ist der Fundort als Villa bezeichnet, wurde also als landwirtschaftlicher Betrieb aus römischer Zeit interpretiert. 1841 wurde von Wilhelm Brandecker, dem Gründer des Schwarzwälder Boten, dem Geologen Friedrich von Alberti und anderen örtlichen Honoratioren ein Altertumsverein gegründet, der sich zum ersten Mal wissenschaftlich mit den Funden auseinandersetzte.

### 1. Hypothese: Straßenstation im provinzialrömischen Wegenetz
Im Areal deutlich zu erkennen waren die Umfassungsmauer und der Grundriss eines Tempels. Der Fund eines der Abnoba, der Schutzgöttin des Schwarzwaldes, gewidmeten Altars aus dem 1. Jahrhundert sowie die Lage an einer Süßwasserquelle direkt am Aufstieg aus dem Kinzigtal legten den Schluss nahe, dass die Fundstelle an der in den Jahren 73 und 74 unter Vespasian angelegten Kinzigtalstraße von Straßburg nach Rottweil gelegen haben muss. Noch heute führt am Brandsteig eine kleine Straße vom Tal hinauf. 1909 interpretierte Eugen Nägele den Ort als Mansio, eine römische Straßenstation mit Unterkunft von Verpflegung für die Reisenden. Für Philipp Filtzinger war die Anlage genauer ein Benefiziarier-Posten, also mit einer ständigen Besatzung römischer Straßenpolizei versehen.

### Verständnis seit 2013: Gallo-römischer Tempelbezirk

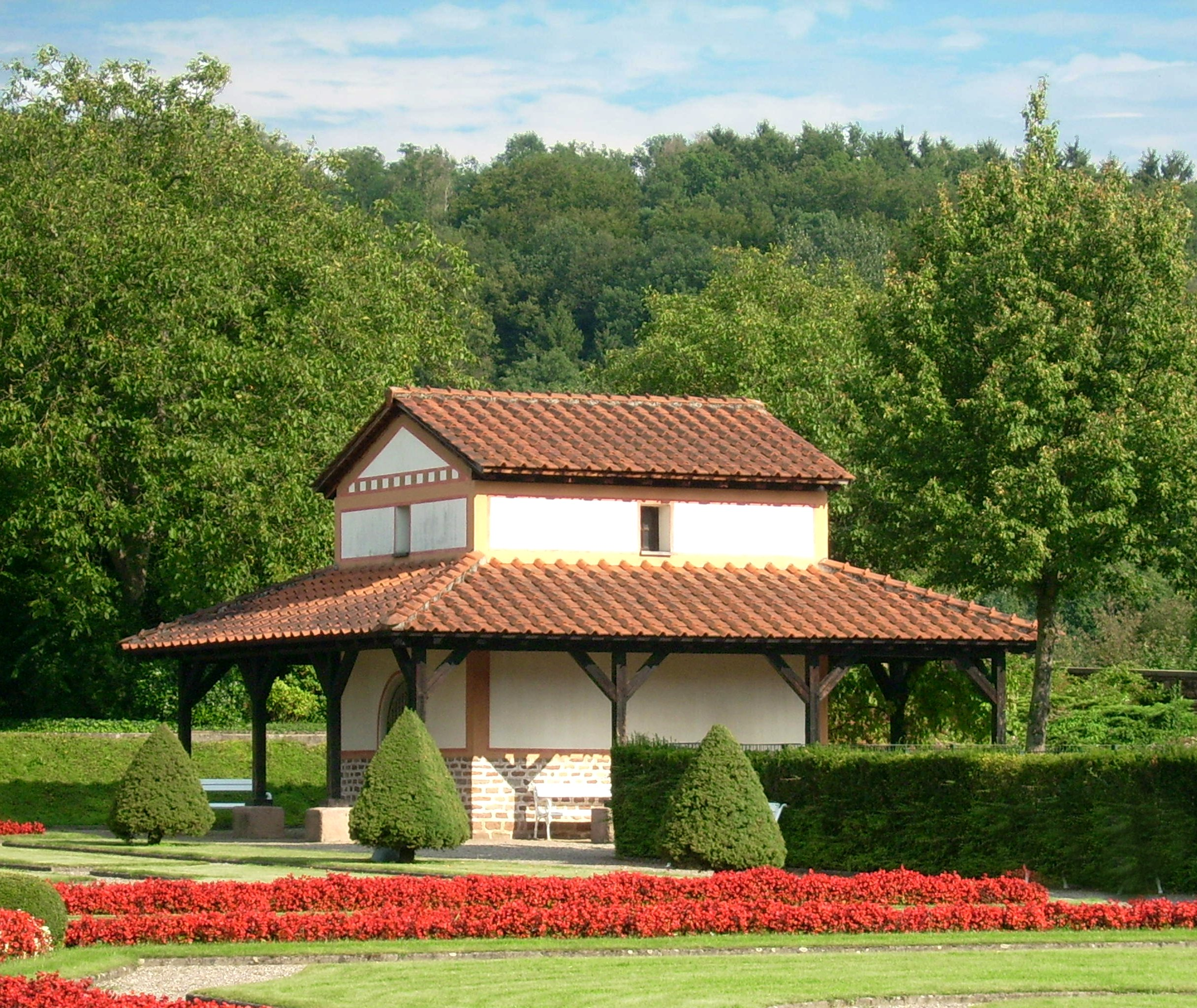
Umgangstempel, Nachbau im Römermuseum Schwarzenacker

2001 wurde diese Interpretation in Frage gestellt und im Januar 2013 eine ausführliche geomagnetische Untersuchung des Areals vorgenommen. Dabei wurden die Überreste von mindestens sieben Umgangstempeln im Boden dokumentiert. Es scheint sich also weniger um einen militärisch gesicherten Straßenposten als um einen gallo-romanischen Tempelbezirk, ähnlich jenen in Tawern oder in Hochscheid zu handeln. Wenn hier die Reisenden für die geglückte Durchquerung des Schwarzwaldes dankten, sind die im 19. Jahrhundert dokumentierten Münzfunde als Votivgaben zu erklären.

### Fundstücke und Erhaltungszustand

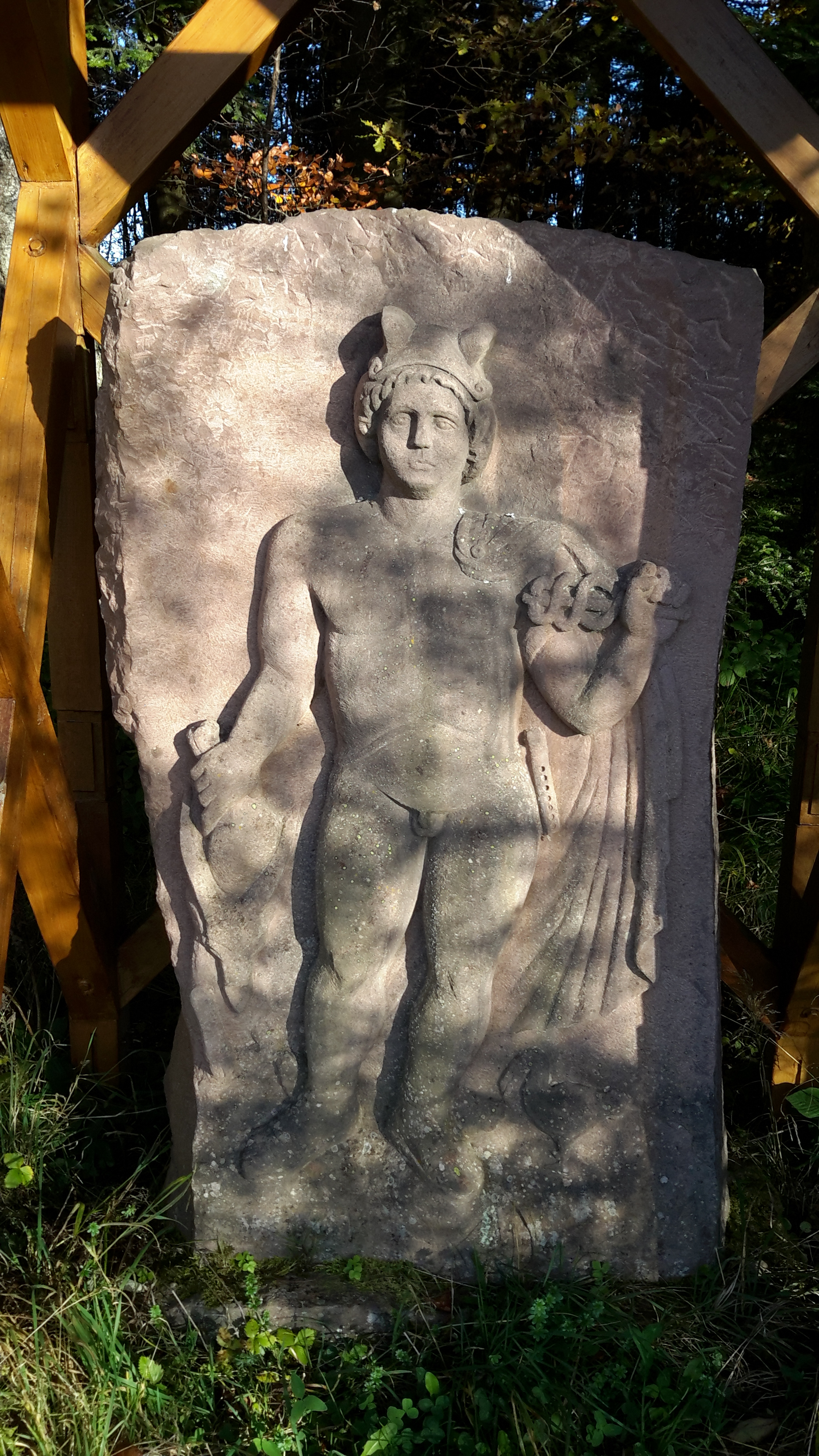
Nachbildung des Merkur-Reliefs

Das bedeutendste überlieferte Fundstück ist der Abnoba-Altar aus dem 1. Jahrhundert. Der Altar wurde laut Inschrift von einem Zenturio der XXII. Legion als Einlösung eines Gelübdes gestiftet und muss wegen des Namenszusatzes der Legion D(omitianae) vor 96 n. Chr. geschaffen worden sein. Das Original wurde 1944 im Stuttgarter Lapidarium zerstört, es steht aber eine Nachbildung am Fundort.
Dort befindet sich ebenfalls eine künstlerische Adaption des 1983 in der Nähe gefundenen Merkur-Reliefs, eines dem Schutzgott der Händler gewidmeten Steins. Das Original befindet sich im Archäologischen Museum Colombischlössle in Freiburg.
Außerdem sind zwei antike Säulen ausgestellt und auf einer Infotafel ein seit der Untersuchung von 2013 allerdings überholter Plan des Fundgebiets.